# Miloňovice
Miloňovice falu és önkormányzat (obec) Csehország Dél-csehországi kerületének Strakonicei járásában. Területe 6,28 km², lakosainak száma 295 (2008. 12. 31). A falu Strakonicétől mintegy 7 km-re délkeletre, České Budějovicétől 47 km-re északnyugatra, és Prágától 103 km-re délre fekszik.
A település első írásos említése 1243-ből származik.

## Az önkormányzathoz tartozó települések
- Miloňovice
- Nová Ves
- Sudkovice

## Látnivalók
- Kápolna

## Népesség
A település népessége az elmúlt években az alábbi módon változott:
| Lakosok száma | 351  | 370  | 354  | 273  | 194  | 278  | 280  | 273  | 261  | 256  |
|               | 1869 | 1890 | 1921 | 1950 | 1980 | 2001 | 2017 | 2019 | 2022 | 2024 |